# Ouanne
Ouanne là một xã, tọa lạc ở tỉnh Yonne trong vùng Bourgogne.
Người dân ở đây trong tiếng Pháp gọi là Ouannaises, Ouannais.

## Hành chính
| Danh sách các thị trưởng |           |                  |      |                    |
| Giai đoạn                | Giai đoạn | Tên              | Đảng | Tư cách            |
| tháng 3 năm 2001         |           | Ginette Berthier |      |                    |
| tháng 3 năm 2008         |           | Remy Virtel      |      | Bản mẫu:ÉluDonnees |

## Thông tin nhân khẩu
| 1881                                                 | 1886 | 1931 | 1975 | 1981 | 1990 | 1999 |
| ---------------------------------------------------- | ---- | ---- | ---- | ---- | ---- | ---- |
| 1054                                                 | 1100 | 720  | 551  | 512  | 541  | 661  |
| Số liệu lấy từ năm 1962: Dân số không tính hai trùng |      |      |      |      |      |      |